# Caséine kappa
La caséine κ est une protéine du lait des mammifères appartenant à la famille des caséines et impliquée dans un grand nombre de processus physiologiques importants.  Dans l'appareil digestif, cette protéine est scindée en un peptide insoluble, la para caséine κ (PKC), et en un glycopeptide hydrophile soluble, le caséinomacropeptide (CMP).  Ce dernier accroît l'efficacité de la digestion, réduit les risques d'hypersensibilité néonatale aux protéines ingérées et inhibe les germes pathogènes gastriques.
Les caséines forment une famille de phosphoprotéines (caséines αS1, αS2, β, κ) qui constituent près de 80 % des protéines du lait de vache et forment des agrégats solubles appelés micelles de caséine stabilisées par la caséine κ.  La conformation de la caséine dans les micelles est décrite par plusieurs modèles.  L'un de ces modèles suggère que le noyau micellaire est constitué de plusieurs sous-micelles avec une périphérie formée de microvillosités de caséine κ,.  Un autre modèle suggère que le noyau soit constitué de fibres de caséines réticulées.  Enfin, le modèle le plus récent propose la formation de liens doubles entre les caséines pour constituer un gel.  Ces trois modèles considèrent les micelles comme des particules colloïdales d'agrégats de caséine dans une enveloppe de molécules de caséine κ soluble.  Les protéases de coagulation du lait agissent sur cette dernière pour briser la structure micellaire garante de la solubilité de l'ensemble et former des caillots de coagulation.

## Séquence
La séquence peptidique de la caséine kappa a été déterminée par P. Jollès et al. (1972) et J.-C. Mercier et al. (1973). Elle est composée de 169 acides aminés. L'extrémité N-terminale est parfois notée pyro-glu : c'est de l'acide pyroglutamique, issu de la cyclisation du résidu glutamine.
```
QEQNQEQPIR CEKDERFFSD KIAKYIPIQY VLSRYPSYGL NYYQQKPVAL INNQFLPYPY YAKPAAVRSP AQILQWQVLS 
1        10         20         30         40         50         60         70         80
DTVPAKSCQA QPTTMARHPH PHLSFMAIPP KKNQDKTEIP TINTIASGEP TSTPTIEAVE STVATLEASP EVIESPPEIN 
81       90         100        110        120        130        140        150        160
TVQVTSTAV 
161     169
```

## Coagulation du lait
La chymosine (EC 3.4.23.4) est une protéase aspartique qui hydrolyse spécifiquement la liaison peptidique Phe105–Met106 de la caséine κ et est considérée comme la plus efficace des protéases de l'industrie fromagère.  Il existe également d'autres protéases qui clivent d'autres liaisons peptidiques de cette protéine, comme l'endothiapepsine produite par Endothia parasitica.  Il existe également plusieurs protéases capables de cliver à la fois les liaisons Phe105–Met106 de la caséine κ et d'autres liaisons peptidiques de cette protéine, telles que celles produites par Cynara cardunculus,, ou même la chymosine bovine.  Ceci permet aux artisans fromagers d'ajuster les propriétés rhéologiques et organoleptiques des fromages produits.